# コヤマヒデカズ
コヤマヒデカズ（こやまひでかず、9月2日 - ）は、日本の音楽家。CIVILIANのメンバーであり、ボーカル・ギター及びすべての楽曲の作詞/作曲を担当。東京都出身。O型。身長163cm。東京スクールオブミュージック専門学校渋谷卒業。ボカロP・ナノウとしても活動。本名は小山秀和。

## 来歴
音楽をはじめる前は演劇部で芝居に没頭していた。中学ではサッカー部に入部するも、二年で廃部になり、吹奏楽部に入部。部室にあったクラシック・ギターを遊びで弾いて、ギターに興味を持つ。高校ではニルヴァーナやSyrup 16gを聴くようになり、エレクトリック・ギターをはじめる。高校一年生で初めてバンドを組んだ際はギター担当。だが次に組んだバンドでボーカルのパートが空いていたため、ボーカル&ギター担当となった。2007年1月までGRAND MANIAというバンドでボーカル&ギターとして活動。
2008年2月、ソロ活動していた頃に同じ専門学校の卒業生である純市、有田清幸に声を掛け、スリーピースバンドを結成。後のCIVILIANとなる。

## 人物・エピソード
結成時、メンバー二人に「これが自分が組む最後のバンド」と伝え、改名発表時のブログにも同様の内容を記載している。弾き語りライブへの出演や、ナノウ名義で、じんの「カゲロウプロジェクト」にゲストボーカルとしても参加するなど、ソロ活動も積極的に行っている。
お酒が好きで、本人曰わく「家で独りで飲んでいるときがいちばんテンションが高い」。完璧主義で拘りが強い。生のトマトが苦手。2017年5月の真空ホロウのLINE LIVEにゲスト出演時、生放送中に生トマトを食べる企画があったが、克服できなかった。
アルバム「君と僕と世界の心的ジスキネジア」収録の「Y」の歌詞は、コヤマ自身の初恋が元になっている。コヤマヒデカズデザインのキャラクター「メリィちゃん」というキャラクターのオフィシャルグッズがある。

## 使用機材
- メインギター：Addictoneオーダーメイドジャズマスター
- ギターアンプ：バッドキャット HotCat30R
- キャビネット：マッチレス・アンプ
- エフェクター：Line 6 Helix　など。

## 連載
- 短編小説「ディストーテッド・アガペー」（2013年9月25日、WHAT's IN? WEB　全5回）

## 主なライブ

### 出演イベント
- 2013年08月08日 - フクザワ企画「意味がないという意味」
- 2013年10月19日 - 静寂と堕落と潔癖不感症候群
- 2013年12月26日 - BYEE the ROUND 松山晃太 Present コピ語りFIGHTER III -俺より強い奴に会いに行く-
- 2014年12月22日 - BYEE the ROUND 松山晃太 Present コピ語りFIGHTER Ⅳ -俺より強い奴に会いに行く-
- 2015年12月22日 - BYEE the ROUND 松山晃太 Present コピ語りFIGHTER FINAL -俺より強い奴に会いに行く-
- 2017年04月05日 - SHELTER present, TRIANGLE 45×45×45